# Awaous flavus
Awaous flavus är en fiskart som först beskrevs av Valenciennes, 1837.  Awaous flavus ingår i släktet Awaous och familjen smörbultsfiskar. Inga underarter finns listade.